# کوری (کلرادو)
کوری (به انگلیسی: Cory) یک منطقهٔ مسکونی در ایالات متحده آمریکا است که در شهرستان دلتا، کلرادو واقع شده‌است. کوری ۱٬۵۸۱ متر بالاتر از سطح دریا واقع شده‌است.